# トケラウの行政区画

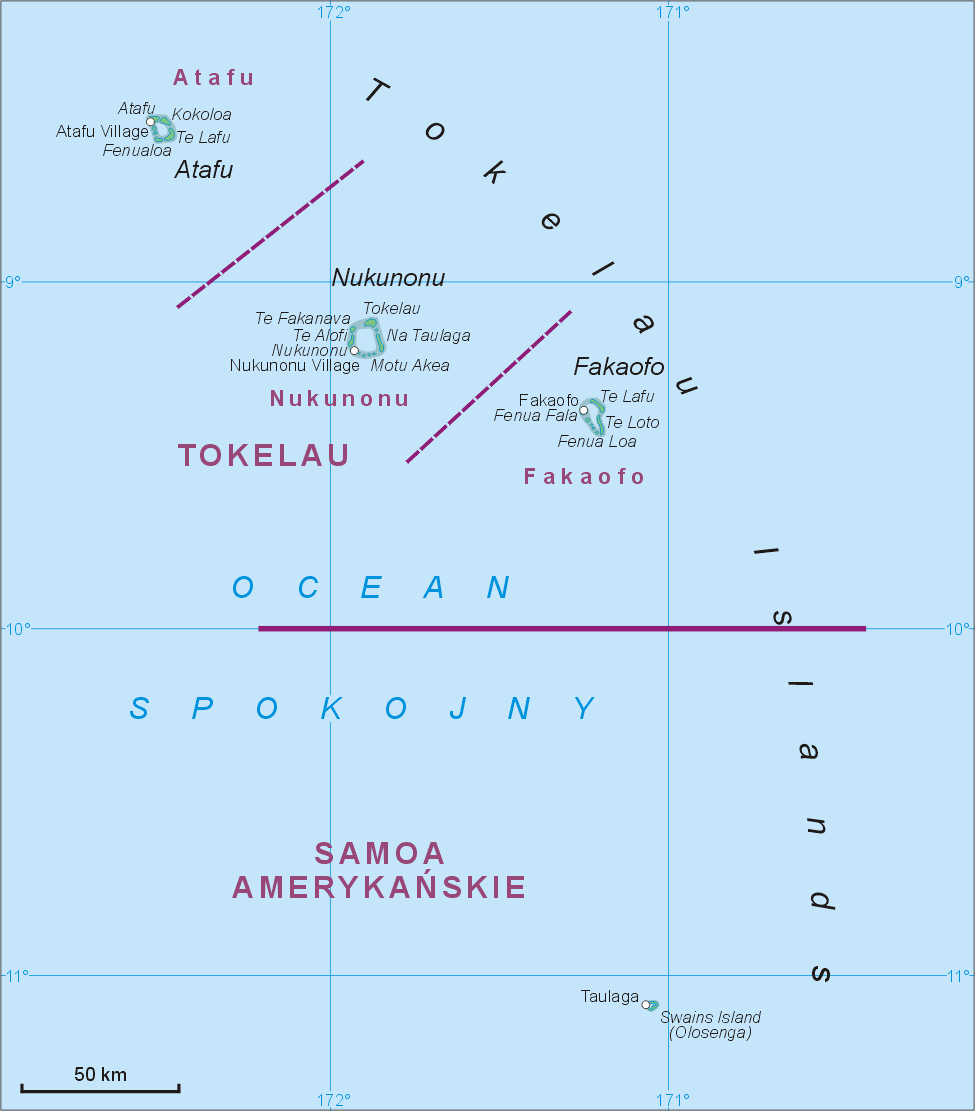
上からアタフ、ヌクノノ、ファカオフォ（以上、トケラウ領）、米サモア領スウェインズ(オロセンガ)。

ニュージーランドの自治領トケラウは、州や県のような行政区画はなく、3つの環礁から成る。

## 概要
トケラウは、トケラウ諸島の北部3島から成っており、最南端にはアメリカ領サモア領スウェインズ島（Swains）が位置する。そのため、「オロセンガ島」（Olohega）という名称を使用し、トケラウ政府は返還を求めている。
トケラウには、厳密には首都が存在しない。それは領土が小さく、これといった市や町などがないのもあるが、各島に行政府が存在するためである。そのため、各島が首都でもあり、さながらコモロのような連合のようにも感じ取られる。
一応、トケラウ政府の行政中心島はヌクノノである。

## 一覧
| 名称         | 英語名   | 人口(2013年) | 面積(km²) | 衛星画像 |
| ------------ | -------- | ------------ | --------- | -------- |
| アタフ       | Atafu    | 447          | 3.50      |          |
| ヌクノノ     | Nukunono | 400          | 5.50      |          |
| ファカオフォ | Fakaofo  | 489          | 2.63      |          |